# Excelsior Roubaix
Excelsior AC Roubaix was een Franse voetbalclub uit Roubaix.
De club werd in 1928 opgericht na een fusie tussen FC Roubaix en Excelsior Club Tourcoing uit het naburige Tourcoing. De club speelde in eerste klasse in de seizoenen 1932-40, 1942-43 en 1944-45. In 1945 fuseerde de club samen met RC Roubaix en US Tourcoing tot CO Roubaix-Tourcoing die in 1947 landskampioen werd. 
In 1970 werd de club opgeheven en ontstond Excelsior opnieuw . Zeven jaar later volgde nogmaals een fusie, de naam werd nu FC Roubaix. In 1984 speelde deze club één seizoen in de 2de klasse. In 1990 fuseerde de club met Stade Roubaisien dat een opvolger was van het eveneens opnieuw gestichte RC Roubaix, de nieuwe naam was Stade Club Olympique de Roubaix. 
Tijdens het seizoen 1995-96 werd deze club ontbonden, het lopende seizoen werd zelfs niet afgemaakt. Door het ontbinden van Stade Club Olympique de Roubaix verdwenen drie historische clubs waaronder een voormalig landskampioen.